# ザ・シンプソンズ・テーマ
ザ・シンプソンズ・テーマ（別題：ザ・シンプソンズのテーマ、原題：The Simpsons Theme",The Simpsons Main Title Theme" ）はアメリカのテレビアニメ『ザ・シンプソンズ』のオープニングテーマである。1989年にダニー・エルフマンによって発表されたこの楽曲は、エルフマンの代表曲としても知られている 。
第2シーズンで一度アレンジ版が使用され、アルフ・クラウセンによるアレンジ版は第3シーズンから現在まで使用されている。また、アレンジによってはリサ・シンプソンによるサックスのソロが入ることもある。
なお、この楽曲には音響スケールが採用されている。

## アレンジ版およびカバー
エンディングでは通常のエンディング曲も使われるが、アルフ・クラウセンによるアレンジ版および他の楽曲のオマージュしたバージョンも使われることが多い。また、他のミュージシャンによるカバー版も使用される。
いずれの曲も、番組の内容に合わせたものが使用されている、例えば、警察や裁判に関連する回では、『再現ファイル/捜査網』風や『ヒルストリート・ブルース』風のアレンジがされたバージョンがエンディングテーマとして使用される。『 ハロウィーン・スペシャル』ではオープニングの楽曲は怪物映画やホラー映画を思わせるアレンジがされていたり、『アダムズのお化け一家』といった不気味な作品へのオマージュに満ちたバージョンが使用されることが多い。
ゲストが出演する回では、そのゲストに合わせたバージョンが使用されることがある。たとえば、ソニック・ユースゲスト出演回である『ロック・ミュージシャン続々登場!』のエンディングでは彼らがアレンジしたエンディング曲が使われ、マット・グルーニングによるテーマ曲のアレンジ版の中では高い評価を受けている 。
2007年に公開された映画『ザ・シンプソンズ MOVIE』では、グリーン・デイによるカバー版が使用され、のちにシングルカットされた 。（なお、グリーン・デイ自身もこの映画に出演している。）
このバージョンはBillboard Hot 100で最高106位、イギリスのシングルチャートで19位、イギリスのダウンロードチャートで16位を記録した。
また、この映画にはハンス・ジマーによるオーケストラ・アレンジ版も使用されている 。